# Profesor Fulleriano de Química
El profesor Fulleriano es el titular de la Cátedra Fulleriana de Química (Fullerian Chair of Chemistry) de la Royal Institution de Gran Bretaña. El cargo fue fundado en 1833 por John 'Mad Jack' Fuller (1757 – 1834), político inglés, mentor y mecenas de Michael Faraday.
El primer profesor Fulleriano fue Michael Faraday. Desde 1994 el cargo es ocupado por Peter Day.

## Lista de Profesores Fullerianos de Química
- 1833 Michael Faraday
- 1868 William Odling
- 1874 John Hall Gladstone
- 1877 James Dewar
- 1923 William Henry Bragg
- 1942 Henry Hallett Dale
- 1946 Eric Keightley Rideal
- 1950 Edward Neville da Costa Andrade
- 1953 William Lawrence Bragg
- 1966 George Porter
- 1988 John Meurig Thomas
- 1994 Peter Day